# モハメド＝アリ・チョー
- モハメド＝アリ・チョー
- モハメド＝アリ・ショー
- モハメド＝アリ・ショ

モハメド＝アリ・チョー（Mohamed-Ali Cho, 2004年1月19日 - ）は、フランス・セーヌ＝サン＝ドニ県出身のサッカー選手。ポジションはFW。OGCニース所属。

## 経歴
2011年にパリ・サンジェルマンFCの下部組織に加入。2015年にイングランドのエヴァートンFCユースでプレーした。2020年5月2日、アンジェSCOプロ契約を締結。8月30日、FCジロンダン・ボルドー戦でプロデビューを果たした。
2022年6月15日、レアル・ソシエダに完全移籍で加入することが発表された。9月11日、第5節のヘタフェ戦ではバルセロナのガビに続く若さで2試合連続アシストを記録した。
2024年1月8日、故郷フランスのOGCニースへ完全移籍し、2028年までの3年半契約を結んだ。

## 代表歴
イングランド代表U-16、フランス代表U-21としてプレーした。

## 人物
- コートジボワール人の父親とモロッコ系フランス人の母親のもとフランスで生まれ、家族の仕事の都合ですぐにイギリスに移り住む[6]。6歳の時にフランスに戻り、11歳で再びイギリスに[7][8][9]。